# Diadasia mexicana
Diadasia mexicana är en biart som beskrevs av Timberlake 1956. Diadasia mexicana ingår i släktet Diadasia och familjen långtungebin. Inga underarter finns listade i Catalogue of Life.